# Poullakídha
Poullakídha (Poullakida) är en ort i Grekland.   Den ligger i prefekturen Nomós Argolídos och regionen Peloponnesos, i den södra delen av landet, 90 km väster om huvudstaden Aten. Poullakídha ligger 47 meter över havet och antalet invånare är 605.
Terrängen runt Poullakídha är kuperad åt nordost, men åt sydväst är den platt.Runt Poullakídha är det tätbefolkat, med 257 invånare per kvadratkilometer. Närmaste större samhälle är Argos, 7,3 km väster om Poullakídha. Trakten runt Poullakídha består till största delen av jordbruksmark.